# Jużny Żabin
Jużny Żabin (biał. Южны Жабін; ros. Южный Жабин) – osiedle na Białorusi, w obwodzie mohylewskim, w rejonie mohylewskim, w sielsowiecie Wiendaraż.